# Passarel·la d'accés a aeronaus

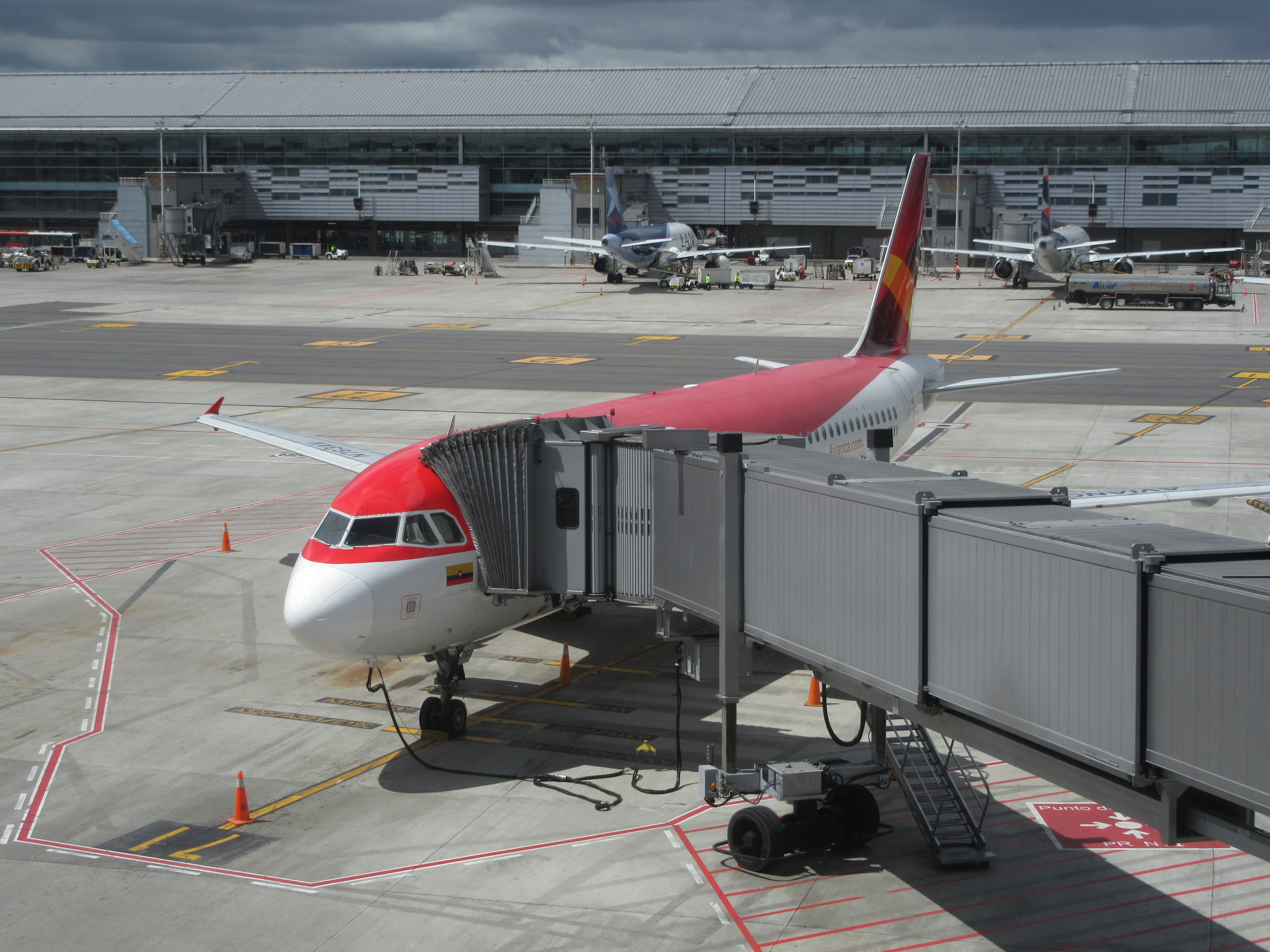
Passarel·la d'accés en l'aeroport El Dorado de Bogotà

La passarel·la d'accés a aeronaus o més conegut com finger és un pont mòbil, generalment cobert, que s'estén des de la porta d'embarcament de la terminal d'un aeroport (en una posició d'estacionament de l'aeronau de contacte) fins a la porta d'una aeronau, permetent l'accés sense necessitat de descendir a la plataforma de l'aeroport. Ha d'esmentar-se que la paraula finger és d'origen anglès però no s'utilitza en aquest sentit en anglès sinó es parla de jet bridge o jetway.
Abans de la introducció de les passarel·les era normal que els passatgers embarquessin en l'aeronau caminant sobre la plataforma i pujant després per una escala mòbil (posició d'estacionament d'aeronaus remota); aquest mètode d'embarcament encara és utilitzat en molts aeroports al voltant del món, especialment aquells aeroport d'escàs tràfic amb condicions meteorològiques favorables.
Les passarel·les requereixen una major inversió inicial enfront de l'assistència a aeronaus mitjançant vehicles auxiliars, però a llarg termini són més rendibles, i són menys sensibles a les vagues o condicions climàtiques adverses. Les passarel·les poden ser fixes o telescòpiques, sent aquestes últimes més versàtils doncs poden adaptar-se a més tipus d'avions i no es necessita una aproximació a la passarel·la molt precisa, però el seu cost d'instal·lació i manteniment és major. Generalment s'instal·la una pre-pasarela d'embarcament fixa per sota de la qual es poden situar vies de servei per al trànsit de vehicles auxiliars de la terminal.
La primera passarel·la d'accés a aeronaus dels Estats Units va ser instal·lada en l'Aeroport Internacional de San Francisco al juliol de 1959.

## Avantatges

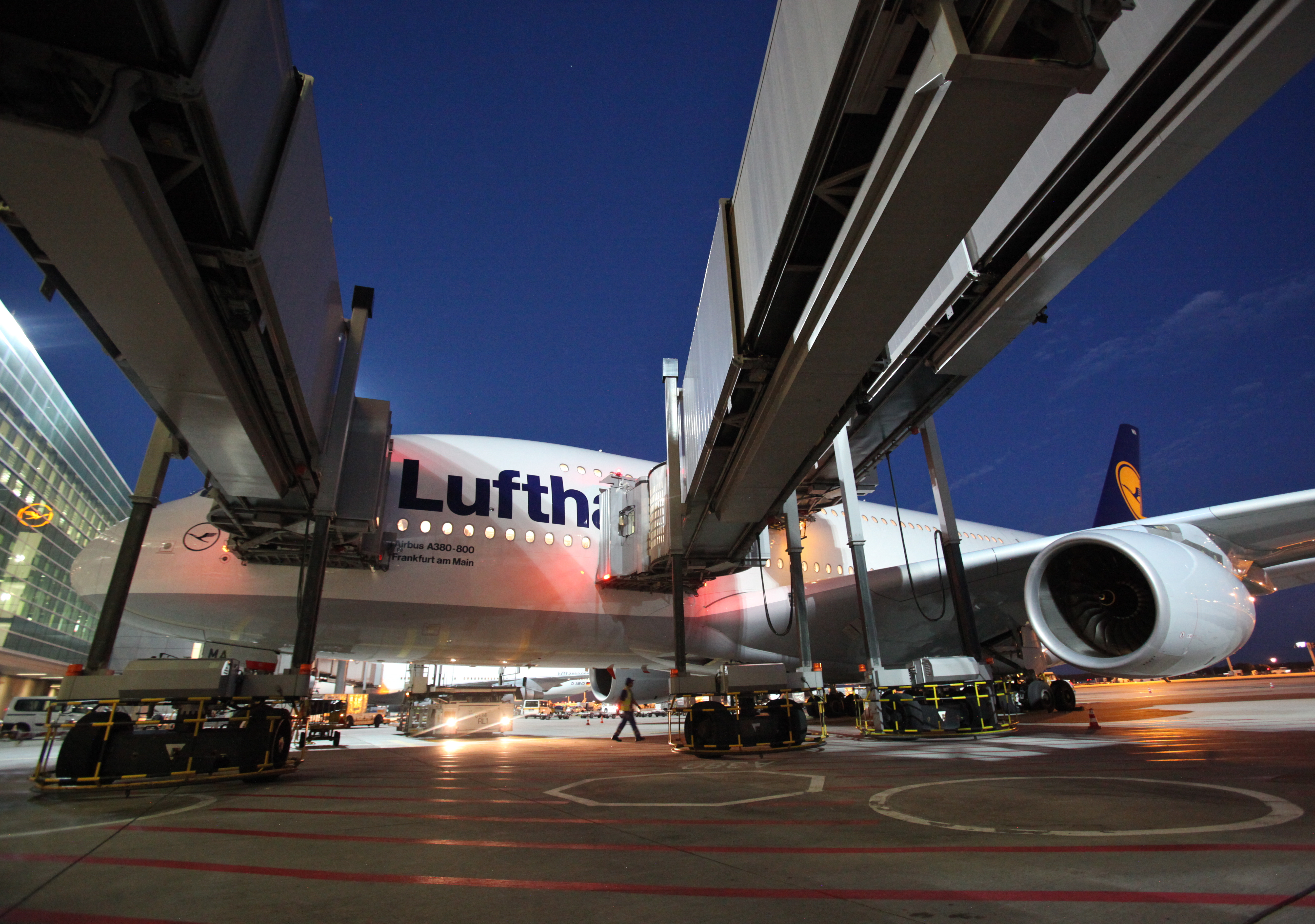
Passarel·les de l'Aeroport de Frankfurt del Main

- Permeten un accés ràpid i còmode encara en condicions meteorològiques adverses, a més de brindar seguretat a les operacions aeroportuàries.
- El pont d'embarcament està permanentment connectat en un dels seus extrems mitjançant un pivot a la terminal i pot moure's cap als costats, cap amunt i a baix, a més de ser estès o retractat; en l'altre extrem posseeix una manxa que li permet adaptar-se a les diferents dimensions i formes de les aeronaus. Aquests moviments són controlats per una estació d'operació en l'extrem que dona a l'aeronau.
- Les portes d'embarcament amb pont d'embarcament generalment tenen una sèrie de línies pintades sobre la rampa, per assistir durant les maniobres d'estacionament dels diferents tipus d'aeronaus. Una posició apropiada facilita la tasca de l'operador del pont d'embarcament, ja que permet acoblar-ho correctament al fuselatge.
- Alguns aeroports com l'Aeroport de Schiphol d'Amsterdam, el de Charles de Gaulle de París, i l'Aeroport Internacional d'Incheon de Seül, tenen dos ponts d'embarcament per a les aeronaus de major grandària. Això permet, en teoria, un embarcament/desembarcament més ràpid per a aquest tipus d'aeronaus; no obstant això és molt comú que s'utilitzi un per als passatgers en primera classe i classe executiva, mentre que l'altra s'utilitzi per als passatgers en classe turista. Amb l'arribament de l'Airbus A380 de dos pisos, es preveu que cada pis tindrà un o més ponts d'embarcament. Aquesta classe de ponts estan sent construïdes en l'Aeroport de Changi de Singapur com a preparatiu per rebre el primer Airbus A380 que realitzarà vols comercials.